# Katal
| Veel- voud | Naam  | Sym- bool |
| ---------- | ----- | --------- |
| 1          | katal | kat       |

De katal (symbool: kat) is de SI-eenheid voor katalytische activiteit. Hij wordt gedefinieerd als 1 mol per seconde, en is daarmee een maat voor de snelheid van een (bio)chemische reactie. Deze eenheid vervangt de eerdere eenheid Unit (met hoofdletter), die de niet-SI-eenheden minuut en μmol in zijn definitie gebruikte.